# Seznam československých kandidátů na Oscara za nejlepší cizojazyčný film
Československo vysílalo od roku 1964 do roku 1992 téměř každý rok (s výjimkou let 1970–1972, 1977, 1988 a 1992) jeden film jako kandidáta na Oscara v kategorii nejlepší cizojazyčný film. S výjimkou let 1982 a 1984 šlo o filmy české.

## Seznam filmů
| Rok  | Film                             | Režisér                | Výsledek        |
| ---- | -------------------------------- | ---------------------- | --------------- |
| 1964 | Limonádový Joe aneb Koňská opera | Oldřich Lipský         | nebyl nominován |
| 1965 | Obchod na korze                  | Ján Kadár a Elmar Klos | získal Oscara   |
| 1966 | Lásky jedné plavovlásky          | Miloš Forman           | nominován       |
| 1967 | Ostře sledované vlaky            | Jiří Menzel            | získal Oscara   |
| 1968 | Hoří, má panenko                 | Miloš Forman           | nominován       |
| 1969 | Spalovač mrtvol                  | Juraj Herz             | nebyl nominován |
| 1973 | Dny zrady                        | Otakar Vávra           | nebyl nominován |
| 1974 | Milenci v roce jedna             | Jaroslav Balík         | nebyl nominován |
| 1975 | Cirkus v cirkuse                 | Oldřich Lipský         | nebyl nominován |
| 1976 | Jeden stříbrný                   | Jaroslav Balík         | nebyl nominován |
| 1978 | Adéla ještě nevečeřela           | Oldřich Lipský         | nebyl nominován |
| 1979 | Báječní muži s klikou            | Jiří Menzel            | nebyl nominován |
| 1980 | Lásky mezi kapkami deště         | Karel Kachyňa          | nebyl nominován |
| 1981 | Božská Ema                       | Jiří Krejčík           | nebyl nominován |
| 1982 | Pomocník                         | Zoro Záhon             | nebyl nominován |
| 1983 | Neúplné zatmění                  | Jaromil Jireš          | nebyl nominován |
| 1984 | Tisícročná včela                 | Juraj Jakubisko        | nebyl nominován |
| 1985 | Skalpel, prosím                  | Jiří Svoboda           | nebyl nominován |
| 1986 | Vesničko má středisková          | Jiří Menzel            | nominován       |
| 1987 | Smrt krásných srnců              | Karel Kachyňa          | nebyl nominován |
| 1989 | Kopytem sem, kopytem tam         | Věra Chytilová         | nebyl nominován |
| 1990 | Vojtěch, řečený sirotek          | Zdeněk Tyc             | nebyl nominován |
| 1991 | Obecná škola                     | Jan Svěrák             | nominován       |